# Crambe cordifolia
Chou nuage blanc, Crambe à feuilles en cœur
Espèce
Classification phylogénétique
Crambe cordifolia est une espèce de plante de la famille des Brassicaceae et du genre Crambe.

## Description
Crambe cordifolia est une plante herbacée vivace formant une touffe importante qui peut atteindre 2,5 m de haut sur 1,5 m de large. Les feuilles sont amples, pétiolées, cordiformes arrondies, dentées, vert foncé en forme de rein, de 35 cm de long ou plus, qui meurent du milieu à la fin de l'été. Dans des conditions de sécheresse, le feuillage se déprécie.
Ses inflorescences est à plusieurs branches avec de nombreuses petites fleurs blanches parfumées. Chacune est composée de quatre sépales, de quatre pétales, de six étamines dont deux sont plus grandes. La répartition des pétales est cruciformes (en forme de croix). Les fleurs apparaissent au début de l'été. Elle met trois ou quatre années avant de fleurir.
Le fruit est une silicule globuleuse, articulée.
La plante a une racine pivotante et supporte mal les perturbations.

## Répartition
Crambe cordifolia est originaire du Caucase et de l'Asie centrale, de la Géorgie à l'ouest au Tibet à l'est, et du Kazakhstan au nord au Pakistan et à l'Iran au sud.
Le chou nuage blanc est souvent cultivé comme plante ornementale et introduit et naturalisé.

## Parasites
La feuille a pour parasites Erysiphe cruciferarum, Ceutorhynchus contractus, Scaptomyza flava, Plutella xylostella.

## Classification
Le nom valide complet (avec auteur) de ce taxon est Crambe cordifolia Steven, 1812.
L'espèce a pour noms vernaculaires : Chou nuage blanc, Crambe à feuilles en cœur.
Crambe cordifolia a deux sous-espèces :
- Crambe cordifolia subsp. cordifolia[9]
- Crambe cordifolia subsp. kotschyana (Boiss.) Jafri[9].

Crambe cordifolia a pour synonymes :
- Crambe cordata Willd.

## Gastronomie
Les feuilles du chou nuage blancs sont comestibles et peuvent être utilisées comme le chou frisé. Les feuilles sont à leur meilleur au printemps ; plus tard dans la saison, elles deviennent un peu dures.
Les racines sont également comestibles.